# Lydie Lescarmontier
 (juillet 2021).
La mise en forme du texte ne suit pas les recommandations de Wikipédia : il faut le « wikifier ».
Les points d'amélioration suivants sont les cas les plus fréquents :
- Les titres sont pré-formatés par le logiciel. Ils ne sont ni en capitales, ni en gras.
- Le texte ne doit pas être écrit en capitales (les noms de famille non plus), ni en gras, ni en italique, ni en « petit »…
- Le gras n'est utilisé que pour surligner le titre de l'article dans l'introduction, une seule fois.
- L'italique est rarement utilisé : mots en langue étrangère, titres d'œuvres, noms de bateaux, etc.
- Les citations ne sont pas en italique mais en corps de texte normal. Elles sont entourées par des guillemets français : « et ».
- Les listes à puces sont à éviter, des paragraphes rédigés étant largement préférés. Les tableaux sont à réserver à la présentation de données structurées (résultats, etc.).
- Les appels de note de bas de page (petits chiffres en exposant, introduits par l'outil «  Source ») sont à placer entre la fin de phrase et le point final[comme ça].
- Les liens internes (vers d'autres articles de Wikipédia) sont à choisir avec parcimonie. Créez des liens vers des articles approfondissant le sujet. Les termes génériques sans rapport avec le sujet sont à éviter, ainsi que les répétitions de liens vers un même terme.
- Les liens externes sont à placer uniquement dans une section « Liens externes », à la fin de l'article. Ces liens sont à choisir avec parcimonie suivant les règles définies. Si un lien sert de source à l'article, son insertion dans le texte est à faire par les notes de bas de page.
- La présentation des références doit suivre les conventions bibliographiques. Il est recommandé d'utiliser les modèles {{Ouvrage}}, {{Chapitre}}, {{Article}}, {{Lien web}} et/ou {{Bibliographie}}. Le mode d'édition visuel peut mettre en forme automatiquement les références.
- Insérer une infobox (cadre d'informations à droite) n'est pas obligatoire pour parachever la mise en page.

Pour une aide détaillée, merci de consulter Aide:Wikification.
Si vous pensez que ces points ont été résolus, vous pouvez retirer ce bandeau et améliorer la mise en forme d'un autre article.
Lydie Lescarmontier, née à Wissembourg (Bas-Rhin) en 1985 est une glaciologue et auteure française.
Le magazine Forbes l'a classée parmi les 40 Françaises les plus influentes de 2021.

## Biographie

### Recherche
Née 1er juin 1985, elle est titulaire d'un diplôme d'ingénieur agronome, de L'École nationale supérieure agronomique de Toulouse (ENSAT).
Elle obtient en 2008 un Master 2 Recherche en Océanographie et Météorologie à l'École nationale de la météorologie (ENM, Toulouse).
Sa carrière de recherche en glaciologie débute ensuite en 2008 à travers l'étude du glacier Mertz au sein du Laboratoire d'Études en Géophysiques et Océanographie Spatiale (LEGOS) et de l'Université de Tasmanie (Hobart, Australie). Sa thèse franco-australienne, intitulée "Étude des processus de fracturation et vêlage d'icebergs en Antarctique - une histoire du glacier Mertz" est supervisée par Benoît Legrésy (LEGOS) et Richard Coleman (Université de Tasmanie). 
Ce travail de recherche qui implique l'étude de l'évolution du glacier Mertz dans le cadre du projet CRAC-ICE, repose sur quatre missions terrain à bord de l'Astrolabe, en Terre Adélie en Antarctique avec le soutien logistique de l'Institut polaire français Paul-Emile-Victor (IPEV).
Dans le cadre de ce travail, elle assistera en février 2010 au vêlage de l'iceberg C28, issu du glacier Mertz.
Elle validera sa thèse en mars 2012, après plusieurs publications dans Journal of Geophysical Research, Journal of Glaciology,, Geophysical Research Letters. 
En 2012, elle part s'installer à Canberra en Australie pour travailler à l'Australian National University en tant que Postdoctoral Fellow. Elle étudiera l'impact du changement climatique sur la calotte Antarctique à l'aide de données géophysiques, et travaillera sur le calcul du rebond post-glaciaire en Antarctique. Elle sera responsable de trois missions aéroportée en collaboration avec l'Australian Antarctic Division, à partir des bases Casey, Mawson et Davis en Antarctique de l'Est pour suivre l'évolution de la petite calotte de glace de la Terre Enderby.
Elle arrêtera sa carrière de recherche en 2018 pour se consacrer à l'éducation au changement climatique, au sein de l'Office for Climate Education, fondation internationale basée à Paris, sous l'égide de l'UNESCO.
Depuis 2023, elle est directrice des actions antarctiques au sein de l'ONG International Cryosphere Climate Initiative et défend l'avenir de la cryosphère au sein des négociations climatiques.

### Auteure
En parallèle de son travail de sensibilisation et d'éducation, Lydie Lescarmontier a publié deux livres:
L'Empreinte des glaces - carnet de voyage de l'Astrolabe en 2018, aux éditions Elytis. Elle y raconte avec l'illustrateur Romain Garouste, le dernier voyage de l'Astrolabe en Terre Adélie avant sa réforme.
La Voix des pôles en février 2021 aux éditions Flammarion dans lequel elle revient sur sa carrière de recherche à travers un récit de voyage entrecoupé de photos et de fiches scientifiques sur le climat.
Elle est également co-auteure de Éduquer en anthropocène publié en 2019 aux éditions Au bord de l'eau.

## Expéditions
Elle organisera et fera partie de plusieurs expéditions en bateau ou en autonomie complète dans les régions Arctique et Antarctique. Ses expéditions la mèneront ainsi au Svalbard, Groenland, Alaska, Sibérie (Tchoukotka), en Terre François-Joseph (Russie), Géorgie du Sud et aux Malouines. 
En 2011, elle reste prisonnière des glaces à bord de l'Astrolabe en Antarctique pendant 56 jours.
En 2014, Lydie Lescarmontier devient guide polaire pour des compagnies suisses et néerlandaises.

## Distinctions
En 2016 elle est élue représentante des jeunes chercheurs au sein du Comité national français de la recherche arctique et antarctique (CNFRA) et vice-présidente de l'Association for Polar and Early Career Scientists (APECS-France).
En juillet 2021, Lydie Lescarmontier devient la marraine de la ville de Bourges dans le cadre de sa candidature à la capitale européenne de la culture 2028, aux côtés d'Hervé Le Tellier, prix Goncourt 2020.
Elle sera élue parmi les 40 femmes les plus influentes de 2021 par le magazine Forbes dans le cadre de son engagement pour le climat.
Elle sera faite Chevalier de l'ordre national du mérite en Mai 2023. L'école élémentaire et maternelle des Pijolins à Bourges porte aujourd'hui son nom.